# Szovjet forradalmi naptár

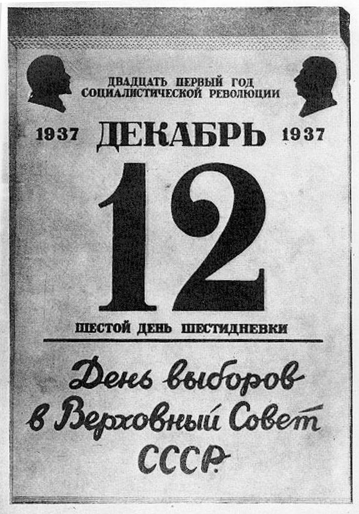
1937. évi szovjet forradalmi naptár egy lapja:
A SZOCIALISTA FORRADALOM
HUSZONEGYEDIK ÉVE
1937 DECEMBER 1937
12
HATNAPOS HÉT HATODIK NAPJA
----
SZSZKSZ Legfelsőbb Tanács megválasztásának napja

A szovjet forradalmi naptár 1929 és 1940 között volt használatban a Szovjetunióban.
Nem sokkal a nagy októberi szocialista forradalom után Vlagyimir Iljics Lenin, az Oroszországi Szovjetek Tanácsának elnöke elrendelte a Julián naptárról a Gergely-naptárra történő áttérést Szovjet-Oroszországban. 1918. február 14-én ez meg is történt, mégpedig úgy, hogy 1918. január 31-e után február 14-e következett. Ugyanakkor úgy határoztak, hogy az októberi forradalom évfordulóját 365 nap elteltével ünneplik meg, így került október 25-e évfordulója november 7-ére.
1929-ben azonban – a francia forradalmi időszámítás mintájára – Sztálin elrendelte egy sajátos forradalmi időszámítás bevezetését.

## Az évek
A szovjet éra időszámítása a Nagy Októberi Szocialista Forradalommal kezdődött. A forradalmi naptár bevezetése után az évek számozását innen kezdték, megnevezésük pedig a következő volt: „a szocialista forradalom n. éve”.

## A hónapok és pótnapok
1929. október 1-jén a Gergely-naptárnak egy racionalizált változatát vezették be. Minden hónap 30 napos lett, és a fennmaradó öt, illetve (szökőévben) hat napot, egyetlen hónaphoz vagy héthez sem tartozó kiegészítő szabadnapként adták hozzá a naptárhoz, az alábbiak szerint:
- Lenin Napja (január 30. után),
- Munka Napjai (két nap április 30. után),
- Ipar Napjai (két nap november 7. után),
- szökőévben egy szökőnapot iktattak be február 30. után.

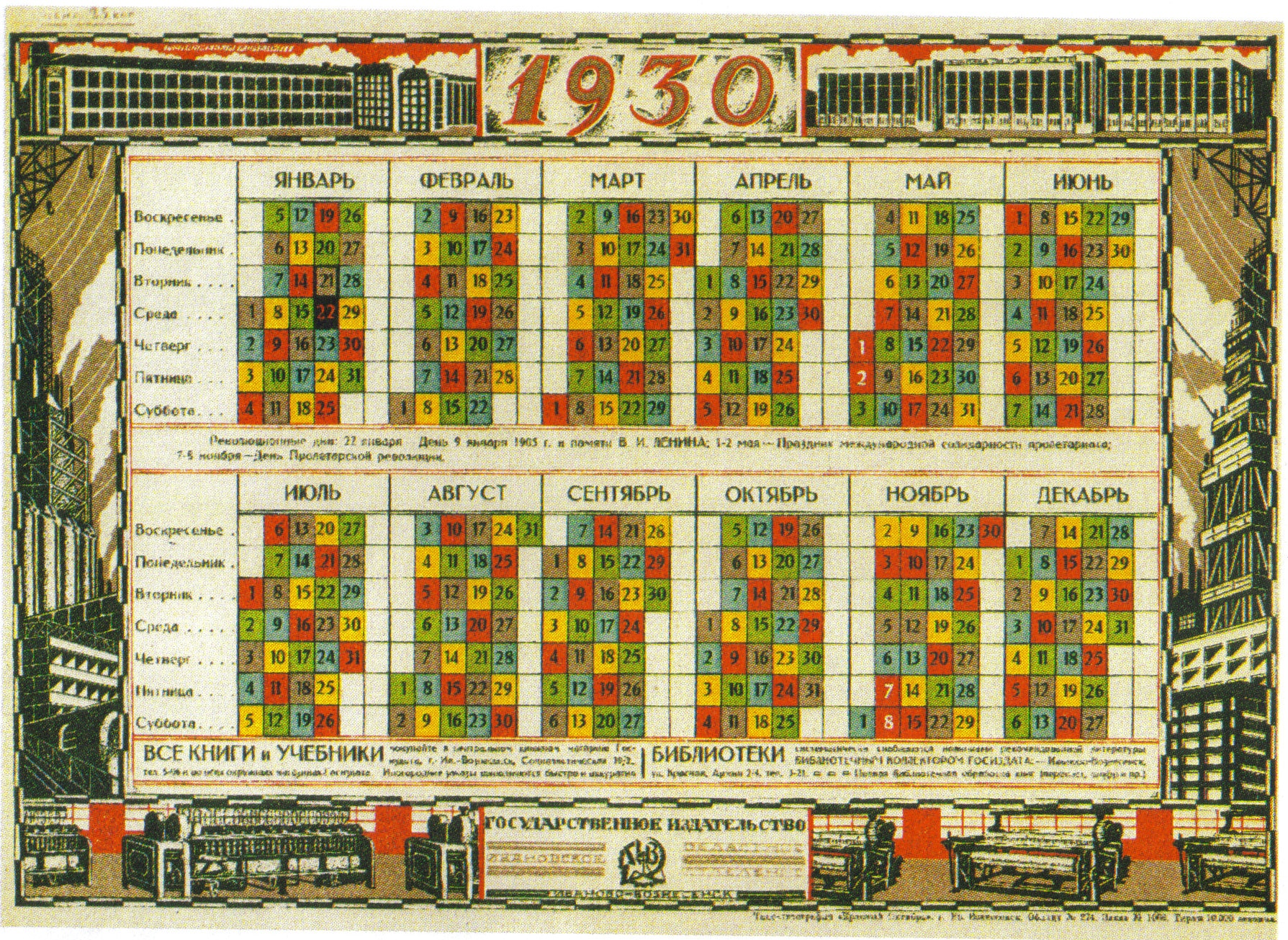
1930-as szovjet kalendárium, színezett ötnapos munkahetekkel

## A hetek
A hét napjait hétről ötre csökkentették. A pihenőnap meghatározásához a dolgozókat öt csoportra osztották, és mindegyik csoporthoz egy színt rendeltek (kék, sárga, vörös, zöld, mályva). Mindegyik csoport a hét más-más napján vehette ki a pihenőt. A szándék az volt, hogy létrehozzák a „megszakítás nélküli termelési hetet”, elkerüljék a pihenőnapok miatti leállásokat, és ezzel javítsák az ipar hatékonyságát. A lépésnek emellett egyházellenes éle is volt, mivel eltörölte az Úr napját, a vasárnapot. Ezen felül, a naptár a hatalomgyakorlás eszközévé is vált, azzal, hogy totális ellenőrzés alá vonta a családokat, és szabadidejükben csak az „azonos színűek” találkozhattak egymással.
Noha e rendszer szerint a dolgozóknak több pihenőnap jutott (minden hetedik nap helyett ötnaponként), a csoportba sorolás megnehezítette a családi és szociális életet, emiatt rendkívül népszerűtlenné vált. Ráadásul a várt gazdasági növekedést sem hozta meg.
Mivel a helyzet robbanásveszélyessé vált, a „naptárreformot” felfüggesztették: 1931. december 1-jétől visszaállították a Gergely-naptár hónapjainak eredeti hosszát. A hetek hatnaposak lettek, a pihenőnapok pedig mindenki számára a hónap 6., 12., 18., 24. és 30. napjaira estek. A 31 napos hónapok utolsó napja továbbra sem tartozott a hetekhez, és lehetett mind munkanap, mind pedig pihenőnap.
A gyakorlatban az úrnapi pihenés hagyománya mindvégig fennmaradt, mivel a dolgozók gyakran vasárnaponként és a hivatalos munkaszüneti napokon vették ki szabadságukat. Végül 1940. június 26-án visszaállították a hét napos heteket, amivel gyakorlatilag megszűnt a szovjet forradalmi naptár.